# Neptune tiède
Un(e) Neptune tiède est une planète géante de glaces qui peut avoir une masse comparable à celle de Neptune ou d'Uranus.
Ces planètes sont situées près de leur étoile-mère mais restent suffisamment éloignées pour ne pas devenir un(e) Neptune chaud(e).

## Caractéristiques
Se sont des planètes peu massives contrairement aux planètes de type de Jupiter, qui reste plus massives que les planète rocheuses comme la Terre. Même si elles proche de leur étoile, elles restent assez loin de leur étoile comparés aux Neptunes chauds.
Leur température reste néanmoins moins chaudes qu'une Neptune chaude, la température est comprise entre 200 Kelvins à environ 1 000 Kelvins.

## Exemple
- Gliese 436 b (GJ 436 b), 520 kelvins, caractérisée par sa longue queue de comète composée d'hydrogène.
- HD 96167 b - caractérisée par son orbite excentrique.